# 1-metilprolina
L'1-metilprolina (acido igrico) è un amminoacido non proteico.